# Lena Andersson (bordtennisspelare)
Lena Andersson, född 1952, är en svensk bordtennisspelare, senare tränare i Tyskland.
Lena Andersson tillhörde IFK Lund BTK. Hon kom med i svenska landslaget 1967 och tilldelades utmärkelsen Lundapokalen 1969. Hon toppade karriären 1972 då hon tog EM-silver i par med Stellan Bengtsson.
Hon spelade 75 landskamper under tiden fram till 1974. År 2021 valdes hon in i Svensk Pingis Hall of Fame.